# Inverquharity Castle
Inverquharity Castle ist ein Tower House etwa 4,5 km nordöstlich des Dorfes Kirriemuir in der schottischen Council Area Angus. Das Gebäude aus dem 15. Jahrhundert steht in der Nähe des Flusses South Esk.

## Geschichte
Das Gelände von Inverquharity gehört dem Clan Ogilvy seit etwa 1420. In den 1440er-Jahren wurde die Burg zunächst als Turm mit rechteckigem Grundriss für Alexander Ogilvy, 2. Lord of Inverquharity, errichtet. Im 16. Jahrhundert wurde ein Flügel angebaut, sodass ein vierstöckiges Tower House mit L-förmigem Grundriss entstand.
1445 eskalierte ein Streit zwischen Alexander Ogilvy und Alexander Lindsay dem Sohn von David Lindsay, 3. Earl of Crawford, aus dem nahegelegenen Finavon Castle und spitzte sich im Januar 1446 zur Schlacht von Arbroath zu, in der Ogilvy und der Earl zu Tode kamen.
Ende des 18. Jahrhunderts verkaufte Sir John Ogilvy, 5. Baronet (1722–1802) das Tower House und der Seitenflügel wurde abgerissen. Bis in die 1960er-Jahre verfiel die Burg, wurde dann aber restauriert und der abgerissene Seitenflügel wieder aufgebaut. Das ursprüngliche Eisengitter aus dem 15. Jahrhundert ist immer noch an seiner Stelle. 2014 erstellte die BBC eine Dokumentation über den Verkauf der Burg durch den Besitzer, der sie restauriert und dort die vergangenen 40 Jahre gelebt hatte. Der Verkauf war 2012 erfolgt, und zwar zum Preis von 611.000 £.

## Heute
Historic Scotland hat Inverquharity Castle als historisches Bauwerk der Kategorie A gelistet. Die Burg ist weiterhin in privater Hand.